# Грађанска кућа у Ул. Пасјачког одреда 42
Грађанска кућа у Ул. Пасјачког одреда 42 је грађевина која је саграђена 1929. године. С обзиром да представља значајну историјску грађевину, проглашена је непокретним културним добром Републике Србије. Налази се у Лесковцу, под заштитом је Завода за заштиту споменика културе Ниш.

## Историја
Грађанска кућа у Ул. Пасјачког одреда 42 је саграђена 1929. године као породична кућа за становање тада богатог лесковачког трговца Димитрија Николића. Налази се у Светоилијској улици број 42. Зграду је пројектовао архитекта Бранко Тасић. Садржи сутерен, високо приземље и спрат у нивоу мансардног поткровља. Фасада се састоји из завршних кровних и лучних тимпанона, ограде на терасама и балконима са стилизованим балустерима. Фасада је изведена у вештачком камену, а кров је прекривен декоративним лимом у виду сферичног пирамидалног завршетка са украсним шиљком. Од спољне декорације садржи траке, венце као и трговачке симболе са ликом бога Меркура. У централни регистар је уписана 23. априла 1991. под бројем СК 930, а у регистар Завода за заштиту споменика културе Ниш 19. фебруара 1991. под бројем СК 278.